# Танцът на Купидон
„Танцът на Купидон“ (на английски: Cupid's Dance) е американски късометражен ням филм от 1894 година на режисьора Уилям Кенеди Диксън с участието на сестрите Флорънс, Линора и Милдред Юър, заснет в студиото Блек Мария при лабораториите на Томас Едисън в Ню Джърси.

## Сюжет
Три красиви малки дами, Ла Регалончита (Милдред Юър), Ла Грачиоза (Флорънс Юър) и Ла Пречиоза (Линора Юър) изпълняват очарователен танц пред камерата.

## В ролите
- Флорънс Юър като Ла Грачиоза
- Линора Юър като Ла Пречиоза
- Милдред Юър като Ла Регалончита[3]